# Tjälvesta (naturreservat)
Tjälvesta är ett naturreservat i Askersunds kommun i Örebro län. Det ligger sida vid sida med reservatet Snavlunda.
Området är naturskyddat sedan 1956 och är 68 hektar stort. Reservatet består av ängar och lövlundar.